# 322

322(삼백이십이)는 321보다 크고 323보다 작은 자연수다.

## 수학
- 합성수로, 그 약수는 1, 2, 7, 14, 23, 46, 161, 322이다. 진약수의 합은 254이므로, 322는 부족수다.
- 35번째 쐐기수다. 앞의 쐐기수는 318, 다음 쐐기수는 345다.
- 25번째 불가촉수다. 앞의 불가촉수는 306, 다음은 324다.
- 12번째 뤼카 수다. 앞의 뤼카 수는 199, 다음은 521이다.
- {\displaystyle 322=45+66+91+120}
  - 연속하는 네 육각수의 합으로 나타낼 수 있는 수다. 이 성질을 지닌 앞의 수는 230, 다음 수는 430이다.
- {\displaystyle 93^{3}-1}은 322로 나누어떨어진다.

## 과학
- NGC 322(영어판): 봉황자리 방향에 있는 렌즈형은하.

## 교통

### 철도
- 수도권 전철 3호선 불광역의 역번호.
- 대구 도시철도 3호선 공단역의 역번호.

### 도로
- 일본 322번 국도(일본어판): 후쿠오카현 기타큐슈시 고쿠라키타구에서 구루메시까지 이어지는 일본의 국도.
- 현도 제322호선

## 군사
- U-322(영어판): 제2차 세계 대전에 사용된 나치 독일의 군용 잠수함.

## 문화유산
- 대한민국의 국보 제322호: 삼국사기
- 대한민국의 보물 제322호: 제주 관덕정
- 대한민국의 사적 제322호: 함양 황석산성

## 방송
- U+ TV의 대교어린이TV 채널 번호.

## 기타
- 날짜: 3월 22일
- 연도: 322년, 기원전 322년
- 해골종단(Skull and Bones)의 상징 숫자다.
- 게임 《도타 2》의 승부조작에 연관된 숫자다.